# 에르빈 피스카토어

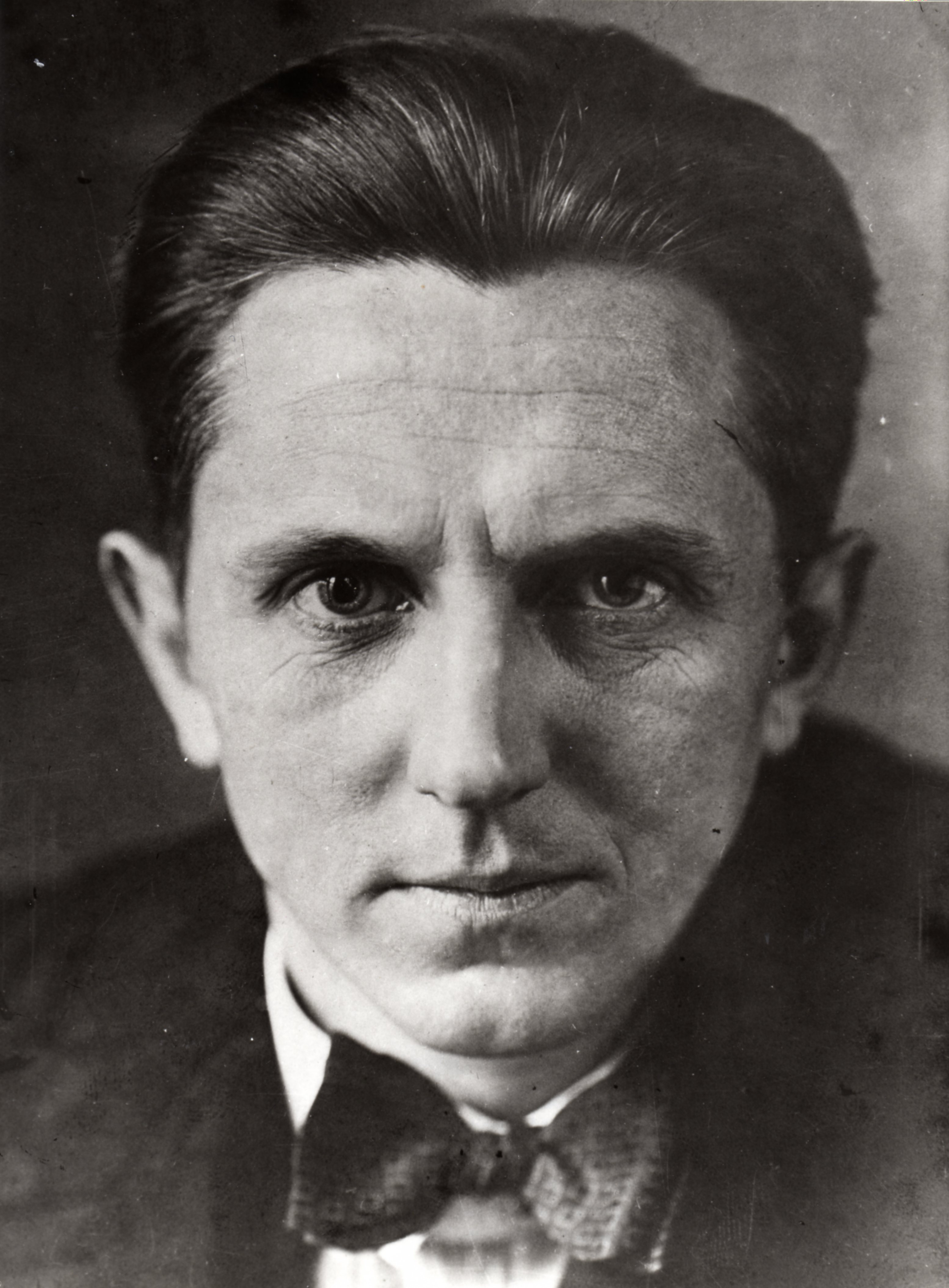

에르빈 프리드리히 막시밀리안 피스카토어(독일어: Erwin Friedrich Maximilian Piscator, 1893년 12월 17일 ~ 1966년 3월 30일)는 독일의 연출가다.
정치연극을 주창하여 아지프로극적인 활동을 개시했으나, 신즉물주의시대(新卽物主義時代)에 들어와서는 메커닉한 극장기구를 동원하여 르포르타주를 극으로 구성했다. 액자무대의 파괴, 영화의 삽입, 환등(幻燈)의 사용, 보고형식등 서사적인 수법은 대부분 그에 의해 발달된 것이다. <깃발> <해소(海嘯)> <시베이크> 등은 당대의 문제작들이다. 그로피우스가 그를 위해 설계한 '전체극장'은 아깝게도 실현을 보지 못하였다.